# Roberto Castrillo
Roberto Castrillo, född 30 juni 1941 i Guanajay, är en kubansk före detta sportskytt.
Castrillo blev olympisk bronsmedaljör i skeet vid sommarspelen 1980 i Moskva.